# Naoaki Aoyama
Naoaki Aoyama (青山 直晃 Aoyama Naoaki?, nacido el 18 de julio de 1986 en Ichinomiya, Aichi) es un futbolista japonés que se desempeñaba como defensa en el Kagoshima United FC de la J3 League.

## Trayectoria

### Clubes
| Club                 | País      | Año         |
| -------------------- | --------- | ----------- |
| Shimizu S-Pulse      | Japón     | 2005 - 2010 |
| Yokohama F. Marinos  | Japón     | 2011 - 2012 |
| Ventforet Kofu       | Japón     | 2013 - 2014 |
| Muangthong United FC | Tailandia | 2015 - 2018 |
| Gamba Osaka          | Japón     | 2019        |
| Kagoshima United FC  | Japón     | 2020 -      |

## Estadística de carrera

### J. League
| Club                | Año   | J. League | J. League | Copa J. League | Copa J. League | Total | Total |
| Club                | Año   | Part.     | Goles     | Part.          | Goles          | Part. | Goles |
| ------------------- | ----- | --------- | --------- | -------------- | -------------- | ----- | ----- |
| Shimizu S-Pulse     | 2005  | 6         | 2         | 1              | 0              | 7     | 2     |
| Shimizu S-Pulse     | 2006  | 29        | 0         | 2              | 0              | 31    | 0     |
| Shimizu S-Pulse     | 2007  | 30        | 1         | 3              | 0              | 33    | 1     |
| Shimizu S-Pulse     | 2008  | 33        | 1         | 9              | 0              | 42    | 1     |
| Shimizu S-Pulse     | 2009  | 23        | 1         | 9              | 1              | 32    | 2     |
| Shimizu S-Pulse     | 2010  | 0         | 0         | 0              | 0              | 0     | 0     |
| Yokohama F. Marinos | 2011  | 10        | 0         | 4              | 1              | 14    | 1     |
| Yokohama F. Marinos | 2012  | 7         | 0         | 4              | 0              | 11    | 0     |
| Ventforet Kofu      | 2013  | 29        | 2         | 0              | 0              | 29    | 2     |
| Ventforet Kofu      | 2014  | 30        | 2         | 5              | 0              | 35    | 2     |
| Total               | Total | 197       | 9         | 37             | 2              | 234   | 11    |